# San Rafael (miasto w Salwadorze)
San Rafael Oriente – miasto w Salwadorze w departamencie San Miguel; 19 600 mieszkańców (2006). Przemysł spożywczy, chemiczny, włókienniczy, maszynowy.